# Orkánová sezóna 2018/2019
Orkánová sezóna v Evropě 2018/19 je aktuální sezóna během které bylo zaznamenáno 49 silných bouří, tento seznam popisuje 8 z nich. Většina těchto bouří se formuje mezi zářím a březnem. Celkově při této orkánové sezóně zemřelo 49 lidí.

## Bouře

### Helene
Britské ostrovy byly ve dnech 17. a 18. září zasaženy cyklónou, jež byla pozůstatkem tropické cyklóny Helene. Nejvyšší naměřené nárazy větru dosáhly rychlosti 110 km/h. Vyšší škody nebo ztráty na životech nebyly zaznamenány.

### Ali
Britské ostrovy byly dne 19. září zasaženy bouří Ali, díky níž se v Irsku a Severním Irsku ocitlo bez proudu přes 200 000 lidí. Vítr, který ojediněle v nárazech přesahoval 140 km/h, vyvracel stromy a zabil 2 lidi. Nejvyšší nárazy větru dosáhly rychlosti 164 km/h. Poté, co Ali opustil Britské ostrovy, zasáhl západ Norska, kde tisíce lidí zůstaly bez proudu. Nejnižší tlak v bouři dosáhl pouhých 967 hPa.

### Bronagh
Bouře Bronagh 20. a 21. září zasáhla Britské ostrovy, kde způsobila především záplavy. Jedna žena byla zachráněna když byla uvězněna v autě, které bylo ve stoupající vodě. Nejvyšší náraz větru byl zaznamenán ostrově Wight – 126 km/h. Bouře se dále pohybovala severovýchodním směrem do Norska. Studená fronta, jež byla s touto cyklónou spojená, 21. a 22. září zasáhla střední Evropu, kde způsobila silné bouřky. V Čechách při nich zemřel jeden člověk a další utrpěl zranění.

### Fabienne
Z Atlantiku se do západní a střední Evropy 23. září dostala cyklóna Fabienne, která se nad pevninou začala výrazně prohlubovat. Český hydrometeorologický ústav (ČHMÚ) v jejím důsledku vydal pro celé území ČR výstrahu před velmi silným větrem. Odpoledne 23. září cyklóna způsobila menší záplavy v provincii Namur v Belgii. Poblíž belgického města Bastogne a v Lucembursku v důsledku větru spadlo několik desítek stromů a v západním a centrálním Německu se vytvořila linie bouřek (squall line), jež postupovala východním směrem k Čechám, kam dorazila těsně před 19. hodinou pouze s menší elektrickou aktivitou. Avšak brzy začala opět nabírat na síle a v 19:50 až 20:30 zasáhla Prahu. Na Praze-Karlově dosáhl náraz větru rychlosti 27 m/s (97 km/h) a napršelo několik mm srážek. V následující hodině a půl bouřka dorazila na Moravu a při své cestě ještě zesílila. V Klatovech bylo při další silné bouřce naměřeno 28,6 m/s (103 km/h). Velmi silné nárazy větru, 29,5 m/s (106 km/h), byly zaznamenány v Borkovicích. V nižších polohách ČR byl naměřen nejvyšší náraz větru ve městě Dolní Roveň (229 m n. m.) – 34 m/s (122 km/h), který v okolí způsobil utržení střešních tašek a několika mohutných větví stromů. Mezi 19. a 20. hodinou se v Čechách v důsledku bouřek vytvořila nejméně 2 tornáda o intenzitě F1. První tornádo se vyskytlo u vesnice Horšov v Plzeňském kraji. Zlomilo několik stromů a poškodilo několik domů. Druhé tornádo prošlo obcí Chrášťany, které se nachází poblíž města Rakovník, a poté zamířilo na východ do rozlehlého lesa, kde polámalo mnoho stromů. V samotných Chrášťanech došlo k poškození mnoha střech domů a nejspíše i k úplnému zničení jednoho domu.
Cyklón Fabienne má v Německu za následek smrt ženy, na kterou při silných poryvech větru spadl strom. Dalších 13 lidí utrpělo zranění, 11 v Německu a 2 v ČR.

### Callum
Bouře zasáhla 12. října Britské ostrovy, tlak v centru klesl až na 938 hPa, čímž se jedná o nejsilnější bouři orkánové sezóny 2018/19. Samotný střed cyklóny prošel několik stovek km západně od Irska. Na Britských ostrovech se vyskytl silný vítr (až 122 km/h), záplavy a sesuvy půdy. V důsledku této bouře zemřeli 3 lidé.

### Leslie
Ex-hurikán Leslie zasáhl 13. a 14. října Pyrenejský poloostrov a Francii. Nejsilnější naměřené nárazy větru se vyskytly na pobřeží Portugalska – 178 km/h. Vítr v Portugalsku zlomil a vyvrátil stovky stromů a statisíce lidí ponechal bez proudu. Ve Francii zřejmě způsobil záplavy, jež vedly ke smrti 15 lidí.

### Siglinde
Na přelomu 22. a 23. září se ve Skandinávii zrodila cyklóna se směrem postupu na východ. Díky vysokém rozdílu tlaku mezi cyklónou Siglinde a anticyklónou Xerxes (nacházející se na východě Atlantiku a v západní Evropě) se především v oblasti střední Evropy vyskytl silný vítr. Český hydrometeorologický ústav (ČHMÚ) vydal pro celé území ČR výstrahu před silným větrem, na hranicích Čech a Moravy, ve 4 krajích před velmi silným větrem.
Na severu Německa, severu Polska a v Dánsku dosáhly nárazy větru rychlosti 90 až 105 km/h, v Polsku způsobily vyvrácení a zlomení tisíců stromů, přes 10 000 domácností se ocitlo bez proudu a jeden člověk utrpěl zranění. Mezi pražskými meteorologickými stanicemi byl zaznamenán nejsilnější vítr na Karlově – 70 km/h. Celkově v ČR popadalo kolem 100 stromů, z nichž nejméně 2 v Praze. Tisíce domácností se ocitly bez dodávek proudu. Na Milešovce dosáhl náraz větru až 120 km/h, na Sněžce téměř 168 km/h. V polohách pod 600 m n. m. byl nejsilnější vítr zaznamenán v Dukovanech (Vysočina) – 83 km/h a Luké (Olomoucký kraj) – 87 km/h. V Karlovarském kraji zřejmě způsobil vítr pád stromu na silnici, do něhož následně narazily 2 auta a 2 lidé utrpěli zranění. Ve Vídní (Rakousko) dosáhly nárazy větru 100 km/h a způsobily jedno zranění.

### Vaia (Adrian)
27. října se u italského pobřeží v Ligurském a Tyrhénském moři zformovala cyklóna Vaia, jež během 24 hodin výrazně zesílila a tlak ve středu klesl na 995 hPa. Teplá fronta spojená s bouří do ČR přinesla srážky, ve středních a vyšších polohách i sněhové (jedná se tak o první výraznější sněhovou situaci v období 2018/19 v ČR).
V Itálii bouře způsobila smrt více než 10 lidí a Český hydrometeorologický ústav vydal na 29. a 30. října pro celé území výstrahu před silným větrem, v některých oblastech velmi silným větrem. Celkově v ČR vítr vyvrátil přes 200 stromů, desetitisíce lidí ponechal bez proudu, ve Zlínském kraji spadl strom na projíždějící auto a zranil řidiče a v Jihomoravském kraji motocyklista utrpěl zranění, když narazil do spadlého stromu. Na Slovensku utrpělo 5 lidí zranění při nárazu vlaku do spadlého stromu.